# 모토로라 더블비
모토로라 더블비(영어: Motorola Double V XT626)는 모토로라 모빌리티(모토로라 코리아)에서 제조/판매하는 안드로이드 스마트폰이다. 대한민국 현지화모델로, 모토로라가 대한민국에 출시하는 마지막 모델이며, 2012년 한해동안 모토로라에서 대한민국에 출시한 유일한 모델이다.

## 기능

### 통신
모토로라 더블비는 스마트폰과 무전기능을 더한 스마트폰으로서 일반적으로는 판매되지 않으며 KT파워텔에서 구입할 수 있다.

### 제품명
제품코드는 XT626이며 통신사는 KT, KT파워텔에서 제공된다.

### 색상
- 프리미엄 블랙

### 웹탑
일반인을 위해 판매되는 제품이 아니기 때문에 웹탑모드 지원대상에서 제외된다.

### 성능
대한민국에 2012년 7월 4일에 출시했다. 1.2GHz 듀얼 프로세서를 장착해 그동안 출시된 모토로라 제품 중에서 평균적 성능을 가진다.

### 듀얼심

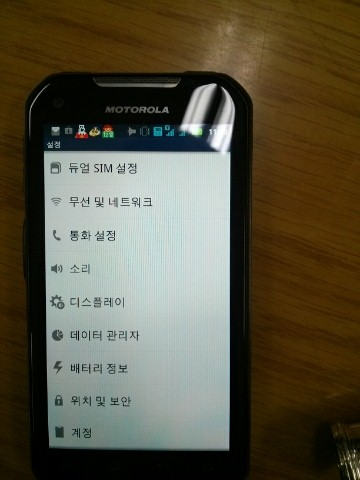
모토로라 더블비는 업무의 효율성을 극대화하기 위해 듀얼심기능을 지원한다.

## 출시국가

### 표준모델
- 대한민국

## 사진

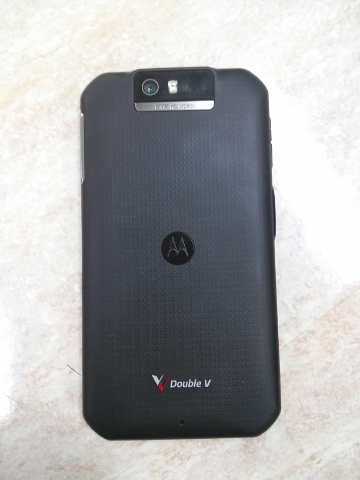
모토로라 더블비 블랙 뒷면